# Pedro Martínez García
Pedro Martínez García (Dolores, Alicante, 9 de febrero de 1996), más conocido como Pedrito, es un futbolista español que juega en la demarcación de centrocampista para el F. C. Košice de la 2. liga de Eslovaquia.

## Trayectoria
Llegó a la cantera del Villarreal Club de Fútbol con doce años. Desde entonces iría participando en las distintas categorías del club castellonense. A pesar de su juventud, debutó en la Liga Europa con el primer equipo frente al Maccabi Tel Aviv Football Club el 7 de diciembre de 2017.
Formó parte durante dos temporadas del Villarreal Club de Fútbol "B" en la Segunda División B, con el que disputó la fase de ascenso a Segunda División en la temporada 2017-18.
El 24 de enero de 2019 abandonó el conjunto castellonense para firmar por la Unión Deportiva Logroñés de Segunda División B.
El 27 de agosto de 2019 se unió al MFK Zemplín Michalovce de la Superliga de Eslovaquia. El 18 de enero de 2020 firmó por el F. C. Fastav Zlín de la Liga de Fútbol de la República Checa por dos temporadas. Tras temporada y media en el club, en julio de 2021 regresó a Eslovaquia para jugar en el F. C. Košice.

## Clubes
| Club                   | País            | Año       |
| ---------------------- | --------------- | --------- |
| Villarreal C. F. "C"   | España          | 2015-2017 |
| Villarreal C. F. "B"   | España          | 2017-2019 |
| U. D. Logroñés         | España          | 2019      |
| MFK Zemplín Michalovce | Eslovaquia      | 2019      |
| F. C. Fastav Zlín      | República Checa | 2020-2021 |
| F. C. Košice           | Eslovaquia      | 2021-     |